# Ismaël Kamagate
Ismaël Kamagate (* 17. Januar 2001) ist ein französisch-ivorischer Basketballspieler.

## Laufbahn
Als Jugendlicher spielte Kamagate, der als Sohn ivorischer Eltern geboren wurde, beim französischen Hauptstadtverein Basket Paris 14 und anschließend bei Paris Basket Avenir. 2017 wechselte er in die Nachwuchsabteilung von Orléans Loiret Basket.
Kamagate kehrte 2019 nach Paris zurück und schloss sich dem Zweitligisten Paris Basketball an. Die Entwicklung, die er dort nahm, machte Späher der nordamerikanischen Liga NBA auf ihn aufmerksam. 2021 stieg er mit Paris in die erste Liga auf. Am 9. Oktober 2021 blockte er gegen Chorale Roanne Basket neun gegnerische Würfe und stellte damit in der höchsten französischen Liga eine Bestmarke für einen einheimischen Spieler auf. Kamagate wurde als bester Verteidiger der französischen Liga der Saison 2021/22 ausgezeichnet.
Die Detroit Pistons sicherten sich beim NBA-Draftverfahren im Juni 2022 die Rechte am Franzosen und gaben diese dann an die Denver Nuggets ab. Im Juli 2023 gab der amtierende italienische Meister Olimpia Mailand Kamagates Verpflichtung bekannt. Kamagate bestritt für Mailand im Laufe der Saison 2023/24, in der die Mannschaft italienischer Meister wurde, elf Ligaspiele, im Januar 2024 wechselte er mittels Leihabkommen zu Derthona Basket. Er kam während der Saison 2024/25 in der italienischen Liga auf Durchschnittswerte von 8,7 Punkten, 6,5 Rebounds sowie 1,2 geblockten Würfe je Begegnung. Im Juli 2025 gab Beşiktaş JK Istanbul die Verpflichtung Kamagates bekannt.

### Nationalmannschaft
2024 entschloss er sich, für die Nationalmannschaft der Elfenbeinküste zu spielen. Zuvor hatte er im November 2022 sein erstes A-Länderspiel für Frankreich bestritten. In vorherigen Jahren war er französischer U18- und U20-Nationalspieler.